# Kim Jeong-hoon
Dans ce nom coréen, le nom de famille, Kim, précède le nom personnel.
Kim Jeong-hoon (hangul: 김정훈), connu au Japon sous son nom de scène, John Hoon, né le 20 janvier 1980 à Jinju, est un acteur et chanteur sud-coréen, ancien membre du groupe UN.

## Biographie

### Jeunesse et études
Kim Jeong-hoon est le fils d'un fonctionnaire et d'une femme au foyer. Il est entré à l'université nationale de Séoul où il a étudié en médecine dentaire mais il a abandonné pour se concentrer sur sa carrière d'acteur. Plus tard, il s'inscrit à l'université Chung-Ang. À l'origine, il voulait être chercheur dans un laboratoire de recherche. 

### Carrière musicale

#### 1999-2006: United N-generation
Kim Jeong-hoon a été sélectionné par Cheonil Records lors d'une audition lorsque le label était à la recherche de nouveaux artistes. En mars 1999, il rencontre Choi Jung-won et ils décident de former un duo sous le nom de UN. En juillet 2000, ils ont sorti leur premier album  avec la chanson Voice Mail. Mais la chanson à succès qui a fait acquérir une grande attention au près du public était For a Lifetime. En 2001, ils sortent leur second album Traveling You qui a été un succès avec les deux chansons, Waves et Gift. En septembre 2005, après cinq ans après leurs débuts et cinq albums, leur agence, Laful Entertainment, annonce que le duo se sépare après la fin de leur contrat mais décide de sortir un dernier album Goodbye & Best en 2006.

#### Carrière solo
Après la dissolution du groupe UN, Kim Jeong-hoon poursuit une carrière solo en sortant son premier mini-album 5 Stella Lights pour lequel il a eu du succès à la suite de son premier concert organisé le 12 décembre 2006. Il sort ensuite son premier single Sad Song en février 2007 écrit par Furuuchi Toko et composé par Takuya Harada. Ensuite, il sort son second single Boku Wa Kimi Wo Aishiteru composé par JUNKOO en mai et en septembre, Kimi ni Deatta hi Kara écrit et composé par Kyogo Kawaguchi. Le 17 octobre 2007, il sort son premier album Bokutachi Itsuka Mata... ~ETERNITY~ en japonais.
En février 2008, il sort son quatrième single Sakura Tears. Ensuite, il chante Walk Together avec Vivian Hsu pour la bande originale de la série télévisée chinoise Love Strategy.  
En 2012, il sort son quatrième album Voice après deux ans d’absence. Par la suite, il joue le rôle de Frank Abagnale, Jr. dans la comédie musicale Catch Me If You Can, basé sur le film Arrête-moi si tu peux.
En février 2014, il collabore avec le groupe Crayon Pop pour le projet Korea Fireman Project en sortant le single digital Hero. Ce projet vise à montrer  le soutien pour les pompiers en Corée qui travaillent dans des conditions difficiles. Il a également déclaré qu'il avait choisi de collaborer avec le groupe Crayon Pop après avoir vu une vidéo sur internet où figuraient des pompiers de l'étranger qui dansaient sur le single à succès Bar Bar Bar du groupe.

### Carrière cinématographique
En 2006, Kim Jeong-hoon joue aux côtés de Yoon Eun-hye et Ju Ji-hoon dans le rôle du prince Yul qui retourne en Corée pour récupérer les deux choses qui lui ont été arrachés après le décès de son père : Le titre de la couronne qu'il devait hériter et la princesse, Shin Chae Kyung qui devait officiellement se marier avec lui dans la série télévisée sud-coréenne Goong, basé sur le manhwa Palais de Park So-hee.
En 2011, il incarne le rôle de Kim Sung-soo dans la série télévisée sud-coréenne I Need Romance.
En 2012, il interprète le rôle de Lee Je-ha, l'ami d'enfance et camarade de Kim Young-joo dans la série télévisée sud-coréenne Dummy Mommy, basé sur le roman du même nom de Choi Yoo-kyung.
En juillet 2014, il commence le tournage de la série télévisée nippon-coréenne City of the Sun où il incarne le rôle de Kang Tae-yang, qui tente d’empêcher la corruption que fait subir l'entreprise de construction où il travaille. La série est basée sur le roman Tetsu no Hone de Jun Ikeido. 

### Engagement social et humanitaire
En avril 2007, Kim Jeong-hoon est élu ambassadeur de publicité du festival de projections d'eau du peuple Dai par le gouvernement thaïlandais. Le 13 juin 2007, Kim Jeong-hoon est élu ambassadeur de publicité de dramas coréens avec l'actrice Jang Nara au Shanghai New International Expo Centre en Chine afin de permettre la promotion des dramas coréens qui en perte de popularité en Chine. 
Le 11 mars 2011, après avoir vécu le tremblement de terre au Japon alors qu'il préparait un meeting à Saitama qui a du être reporté pour plus tard. Il décide de participer à la collecte de l'armée du salut en amassant des fonds pour aider les victimes du séisme de 2011 de la côte Pacifique du Tōhoku en compagnie du chanteur Sean et de Narsha. 
En 2012, il fait un don pour le pot de bienfaisance de l'armée du salut du riz qu'il a reçu de ses fans en Chine et au Japon à l'occasion de son premier concert solo locale ainsi d'environ 2000 œufs promenant du pot de charité. Le riz et les œufs ont été livrés aux enfants sous-alimentés en Corée et au Cambodge.

## Filmographie

### Au cinéma
- 2004 : DMZ (비무장지대) de Lee Kyoo-hyeong : Kim Ji-hun
- 2004 : Shit Up! (까불지마) de Oh Ji-myeong : Kwon Myung-seok
- 2009 : Cafe Seoul (카페 서울) de Masaharu Take  : Kim Sang-hyuk
- 2011 : Sunday Punch (결정적 한방) de Park Joong-goo : Soo-hyun
- 2012 : Mr. Jeong-hoon! My Star Is a Chicken-Man?! de Okamoto : Lui-même (court-métrage)
- 2014 : Wild Dogs (들개들) de Ha Won-joon : So Yoo-joon

### À la télévision

#### Séries télévisées
- 2002 : Orange (오렌지)
- 2005 : Banjun Drama (반전드라마)
- 2006 : Goong (궁) :  Prince Yul
- 2006 : Fog Street (안개시정거리) : Lee Yoon-soo
- 2006 : There'd Be An Angel Loving You For Me (會有天使替我愛你) (Caméo)
- 2007	: Witch Yoo Hee (마녀유희) : Yoo Jun-ha	 SBS
- 2008	: Love Strategy (恋爱兵法) : Jin Zhen Hao / Kim Jung-ho
- 2011	: I Need Romance (로맨스가 필요해) : Kim Sung-soo
- 2012	: Dummy Mommy (바보엄마) : Lee Je-ha
- 2012 : Run 60 : Piero
- 2013 : Her Legend (그녀의 신화) : Do Ji-hoo
- 2014 : City of the Sun (태양의 도시) : Kang Tae-yang

#### Participations
- 2011 : Invité dans le débat télévisé Strong heart sur SBS
- 2012 : Invité dans l'émission Baek Ji Yeon′s People Inside sur TVN
- 2012 : Invité à l'émission Music Triangle sur Mnet

## Discographie

### Singles
| Année | Single                           | Album promu                         |
| ----- | -------------------------------- | ----------------------------------- |
| 2007  | Sad Song                         | Bokutachi Itsuka Mata... ~ETERNITY~ |
| 2007  | Boku Wa Kimi Wo Aishiteru        | Bokutachi Itsuka Mata... ~ETERNITY~ |
| 2007  | Kimi ni Deatta hi Kara           | Bokutachi Itsuka Mata... ~ETERNITY~ |
| 2008  | Sakura Tears                     | Kyo Mo Atarashii Yume Wo Miru       |
| 2008  | Kimi wo Mamoritai                | Kimi wo Mamoritai                   |
| 2008  | You Are Not Alone                | Kyo Mo Atarashii Yume Wo Miru       |
| 2009  | Blue Moon                        | Blue Moon                           |
| 2009  | In Your Eyes (Version coréenne)  | In Your Eyes                        |
| 2009  | In Your Eyes (Version japonaise) | In Your Eyes                        |
| 2010  | Rainy Flash                      | Rainy Flash                         |
| 2010  | Al Dente                         | Al Dente                            |
| 2014  | Hero                             |                                     |

### Bande originale
- 2006 : Goong OST

- Parrot
- 2008 : Love Strategy OST

- Walk Together feat. Vivian Hsu
- 2011 : I Need Romance OST

- Charm (feat. Jo Yeo-jeong)
- Deep Love
- 2012 : Dummy Mommy OST

- Common Person
- 2012 : My Shining Girl OST

- Again
- 2012 : Run 60 OST

- ORION

## Comédies musicales
- 2012 : Kim Jeong-hoon interprète le rôle de Frank Abagnale, Jr. dans la comédie musicale Catch Me If You Can.

## Clips musicaux
- 2008 : Don't Cry de Paran
- 2009 : 2nd Story de Ran